# Maksim Iglinski
Maksim Gennadjevitsj Iglinski (Russisch: Максим Геннадьевич Иглинский) (Tselinograd, 18 april 1981) is een voormalig Kazachse wielrenner. Zijn profdebuut maakte hij bij Domina Vacanze in 2005. Omdat hij bij Milram geen contractverlenging kreeg aangeboden, is hij gaan rijden voor Astana. Maksim heeft ook een jongere broer, Valentin Iglinski. Hij is het bekendst als ex-winnaar van de Ardense klassieker Luik-Bastenaken-Luik en als knecht van Vincenzo Nibali. Op 1 oktober 2014 heeft de internationale wielerbond UCI bekendgemaakt dat Iglinski net als zijn broer is betrapt op het gebruik van epo. De positieve dopingtest vond vijf dagen na het einde van de  Ronde van Frankrijk 2014 plaats, de Tour waarin zijn kopman (Nibali) zegevierde.

## Belangrijkste overwinningen
2002
- 8e etappe deel a Vuelta Independencia Nacional
- eindklassement Vuelta Independencia Nacional

2004
- eindklassement Vuelta Independencia Nacional
- Proloog Ronde van Griekenland

2005
- GP Città di Camaiore
- 6e etappe Ronde van Duitsland

2006
- Kazachs Kampioen Individuele tijdrit op de weg, Elite

2007
- 6e etappe Dauphiné Libéré
- Kazachs Kampioen op de weg, Elite

2008
- 2e etappe Ronde van Romandië
- Bergklassement Ronde van Zwitserland

2010
- Strade Bianche

2012
- Luik-Bastenaken-Luik

2013
- 4e etappe Ronde van België
- 1e etappe Ronde van Spanje (ploegentijdrit)
- Ronde van Almaty

## Resultaten in voornaamste wedstrijden
| Jaar | Ronde van Italië | Ronde van Frankrijk | Ronde van Spanje |
| ---- | ---------------- | ------------------- | ---------------- |
| 2005 |                  | 37e                 |                  |
| 2006 |                  | opgave              |                  |
| 2007 |                  | opgave              |                  |
| 2008 | 55e              |                     |                  |
| 2009 |                  |                     | opgave           |
| 2010 |                  | 130e                |                  |
| 2011 |                  | 104e                |                  |
| 2012 |                  | 116e                |                  |
| 2013 |                  |                     | opgave           |
| 2014 |                  | 129e                |                  |

| Jaar | Milaan-San Remo | Gent-Wevelgem | Ronde van Vlaanderen | Amstel Gold Race | Luik-Bast.‑Luik | Ronde van Lombardije | Waalse Pijl | E3 Harelbeke | Strade Bianche |  | WK op de weg |  | Wereldranglijsten |
| ---- | --------------- | ------------- | -------------------- | ---------------- | --------------- | -------------------- | ----------- | ------------ | -------------- |  | ------------ |  | ----------------- |
| 2005 | 97e             |               |                      |                  |                 |                      | 39e         |              |                |  | opgave       |  | 170e (UPT)        |
| 2006 |                 |               |                      | 44e              | 63e             |                      | 17e         |              |                |  |              |  |                   |
| 2007 |                 |               |                      | 22e              | 67e             |                      | 119e        |              |                |  |              |  | 187e (UPT)        |
| 2008 |                 |               |                      | 65e              |                 |                      |             |              |                |  |              |  |                   |
| 2009 | 52e             |               | 59e                  | opgave           | 22e             | 53e                  | 27e         | ↑            |                |  | 97e          |  |                   |
| 2010 | 8e              | 7e            | 8e                   | 47e              | 106e            |                      | 67e         |              | Goud           |  |              |  |                   |
| 2011 | opgave          | 76e           | opgave               | 87e              | 70e             |                      | 39e         | 37e          |                |  | 112e         |  |                   |
| 2012 | opgave          | 45e           | 23e                  | 11e              | ↑               |                      | 13e         | 15e          | ↑              |  |              |  | 52e (UWT)         |
| 2013 | 35e             | opgave        | 34e                  | 32e              | 21e             |                      | 31e         | 12e          | 14e            |  | 8e           |  | 141e (UWT)        |
| 2014 | opgave          |               |                      | 101e             | 63e             |                      | 89e         |              | 56e            |  |              |  |                   |

## Ploegen
- 2004-Capec
- 2005-Domina Vacanze
- 2006-Team Milram
- 2007-Astana
- 2008-Astana
- 2009-Astana
- 2010-Astana
- 2011-Astana
- 2012-Astana
- 2013-Astana
- 2014-Astana